# Кілійський суднобудівно-судноремонтний завод
Кілійський суднобудівно-судноремонтний завод (КСБСРЗ) — підприємство суднобудівної промисловості України. Виокремлений підрозділ Українського Дунайського пароплавства (УДП).

## Історія
Засноване в 1944 році у м. Кілія Одеської області на базі колишніх судноремонтних майстерень Кілійського порту для ремонту річкового флоту Дунайського пароплавства.
У 1960-ті рр. на заводі опановано також будівництво суден. Нині діє як госпрозрахунковий відокремлений структурний підрозділ Українського Дунайського пароплавства. Основний напрями діяльності – суднобудування (80 %) та судноремонт (20 %), окрім того, випускає продукцію для машинобудівної галузі промисловості та товари народного вжитку.
Розвитку суднобудування на заводі сприяє вдале географічне положення – розташування на Дунаї, який замерзає рідко (це уможливлює випуск продукції упродовж року), за 47 км від Чорного моря. У структурі – суднобудівний (складання і зварювання корпусів споруджуваних на підприємстві суден) та механічний (ремонт і регулювання суднових енергетичних установок, механізмів, гвинтостернового комплексу, інших технічних засобів), комплексний доковий (підготовка корпусу і його фарбування) цехи, а також допоміжні підрозділи: електромонтажна, трубопровідна, деревообробна та ливарна дільниці, хімічна, радіолокаційна, радіометрична та економічного контролю лабораторії, кузня, киснева станція.
За період діяльності на заводі побудовано понад 1000 суден, з них за роки незалежності України (станом на 2010) – 155 корпусів суден, 67 стикувальних об’єктів (баржі типу SL, SLG, EVRO-TAF, FNG, RTS), відремонтовано понад 1100 од. флоту.
Серед основних замовників продукції та послуг підприємства – порти Дунайського й Чорноморського басейнів, судноплавні компанії Бельгії, Греції, Нідерландів, Німеччини, РФ, Фінляндії, Франції.
Наприкінці 2000-х рр. на заводі проведено реконструкцію споруди для піднімання й спускання суден, в результаті чого вантажопідйомність зросла до 1500 т, що дозволило будувати та ремонтувати судна довжиною понад 110 м. У період розквіту виробництва на підприємстві працювали понад 1000, нині (2012) – бл. 450 осіб. Дир. – М. Іванов (від 2009).
ГВСП «КСБСРЗ» сертифікований за системою якості ІСО 9001. Також завод сертифікований на право виконання зварювальних робіт під наглядом Регістра судноплавства України, Російського морського Регістра судноплавства, Германішер Ллойд, Бюро Верітас.
За 11 місяців 2018 року на цій корабельні відремонтовані 60 плавзасобів, як «Українського Дунайського пароплавства», так і сторонніх замовників. На початку грудня 2018 року на заводі, крім флоту УДП в роботі перебуває словацький теплохід «Rubikon». В 2018 році на «КССРЗ» виконаний поточний ремонт сліпу, відремонтовані дахи механічного та суднокорпусного цехів, підстанції, відновлені 10-тонні та 40-тонні крани.
14 жовтня 2020 року завод «спустив на воду» новозбудовану однотрюмну баржу типу SLG.
Станом на 30 серпня 2023 року, з початку року Кілійський суднобудівно-судноремонтний завод відремонтував 46 одиниць флоту Українського Дунайського пароплавства (УДП). На порівняння, за перше півріччя 2022 року було відремонтовано 24 одиниці.

## Діяльність
Суднобудвання
- Корпуси суден морські, річкові, озерні, каботажні, для каналів і гаваней
- Баржі та ліхтери морські, річкові, озерні, каботажні, для каналів і гаваней
- Плоти і понтони морські, річкові, озерні, каботажні, для каналів і гаваней
- Корпуси суден маломірного пасажирського флоту, катери, яхти
- Виготовлення люкових кришок для трюмів і встановлення їх на судна та баржі

Сдноремонт
- Комплексний ремонт і технічне обслуговування суден і плавзасобів
- Ремонт і технічне обслуговування суднових двигунів
- Ремонт і технічне обслуговування швартовного та якірного обладнання
- Ремонт гвинторульового комплексу і відновлення гребних гвинтів
- Виготовлення виробів «нульового етапу» і незнижуваного запасу
- Виготовлення ручних лебідок типу ЛР 800А

## Зовнішні посилання
- КІЛІ́ЙСЬКИЙ СУДНОБУДІВЕ́ЛЬНО-СУДНОРЕМО́НТНИЙ ЗАВО́Д [Архівовано 27 листопада 2020 у Wayback Machine.]
- Кілійський суднобудівельно-судноремонтний завод [Архівовано 4 липня 2017 у Wayback Machine.]
- В Одеській області будуть будувати вантажні судна для швейцарської компанії [Архівовано 25 жовтня 2017 у Wayback Machine.]
- Дунайське пароплавство нарощує виробництво барж. uprom.info. Національний промисловий портал. 27 лютого 2018. Архів оригіналу за 28 лютого 2018. Процитовано 26 лютого 2018.